# 1791 en science
| Années de la science : 1788 - 1789 - 1790 - 1791 - 1792 - 1793 - 1794    |
| Décennies de la science : 1760 - 1770 - 1780 - 1790 - 1800 - 1810 - 1820 |

Cet article présente les faits marquants de l'année 1791 en science.

## Événements

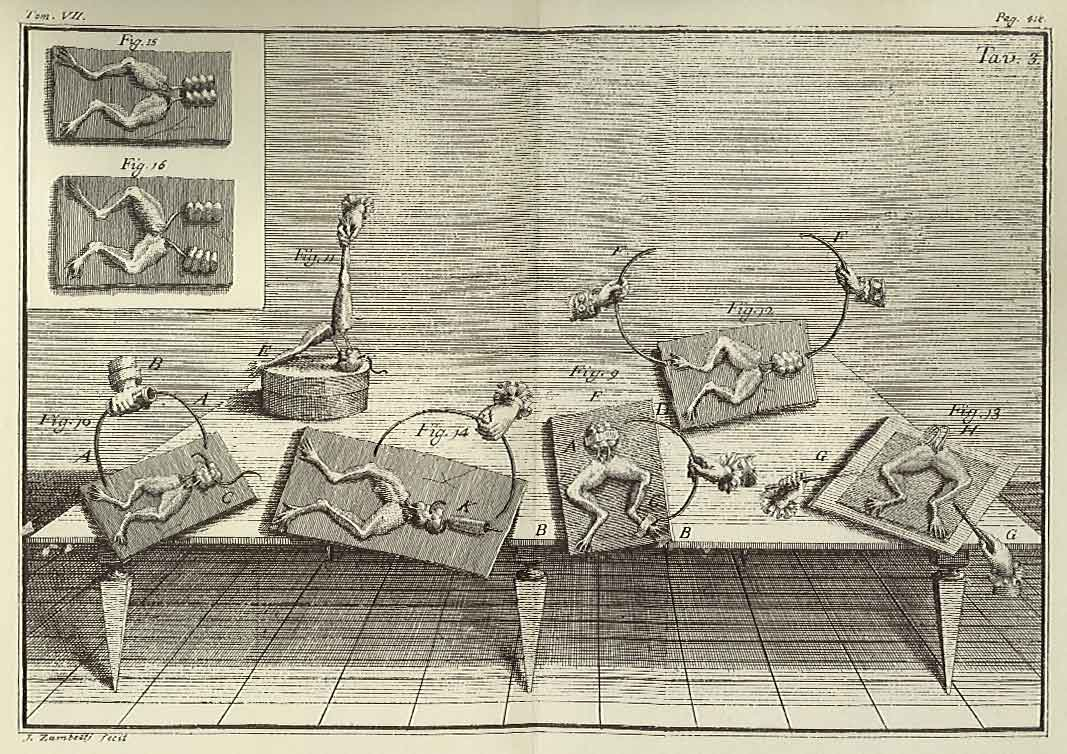
Planche décrivant l'expérience d'une cuisse de grenouille soumise à une décharge électrique, tirée de De Viribus Electricitatis in Motu Musculari Commentarius de Luigi Galvani. Ses travaux ouvrent un débat sur l'existence d'une « électricité animale », théorie contredite par Alessandro Volta.

- 7 janvier : première loi sur les brevets d'invention en France[1].

- 2 mars : l'ingénieur français Claude Chappe fait la première démonstration de son télégraphe visuel (sémaphore) entre Parcé-sur-Sarthe et Brûlon[2].
- 26 mars : en France, l'Assemblée constituante adopte par décret la recommandation de la Commission des poids et mesures désignée par l'Académie des sciences, selon laquelle la nation doit adopter le système métrique[3].
- Avril : Pierre Prévost démontre dans un Mémoire sur l'équilibre du feu publié dans le Journal de physique que tous les corps, froids ou chauds, émettent de la chaleur par radiation[4].
- Juillet et août : William Gregor publie dans le Journal de physique deux mémoires sur un nouveau métal qu'il nomme manaccanite, obtenu à partir de l'ilménite de la vallée de Manaccan, en Cornouailles. En 1795, Martin Heinrich Klaproth isole ce métal aujourd'hui connu sous le nom de titane[5].
- 25 septembre : Nicolas Leblanc obtient un brevet pour un procédé permettant d'obtenir de la soude à partir d'eau de mer[6]. Avec la collaboration du chimiste Michel-Jean Dizé et l’apport financier du duc d’Orléans, il monte l’usine de production de soude de Saint-Denis.

- Richter énonce la Loi des proportions définies, établie expérimentalement par Joseph Proust en 1794. Il définit la notion de stœchiométrie en 1792[7].

## Publications

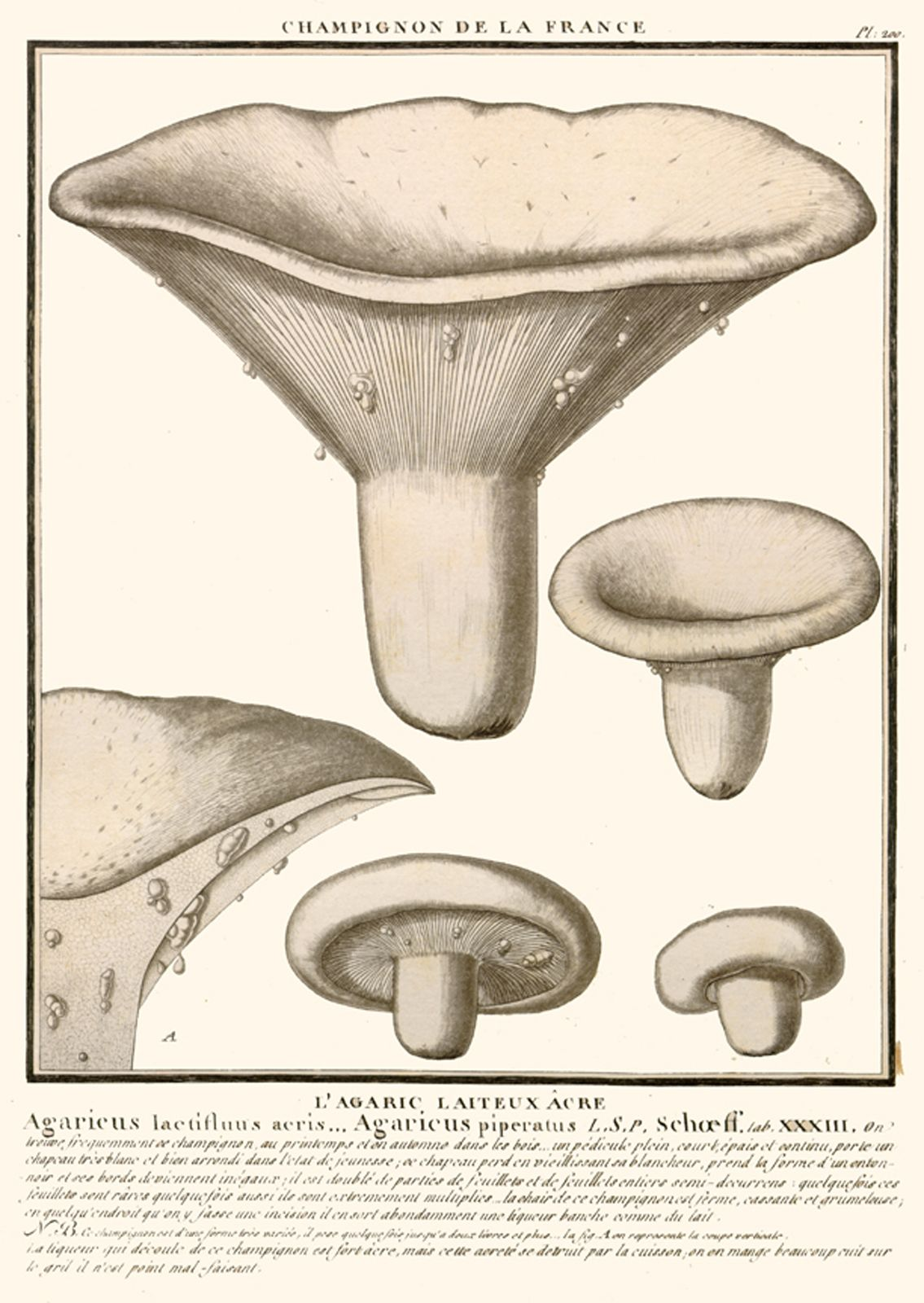
Lactarius piperatus, planche de lHistoire des champignons de la France de Bulliard.

- Pierre Bulliard : Histoire des champignons de la France, volume 1.
- Luigi Galvani : De viribus electricitatis in motu musculari. Commentarius (Commentaire sur les forces électriques dans le mouvement musculaire), fondement de l'électrophysiologie. Il démontre la présence dans les tissus vivants d'une forme intrinsèque d'électricité impliquée dans la propagation nerveuse et la contraction musculaire (galvanisme)[8].
- John Sinclair : Statistical Accounts of Scotland (en) (les Comptes statistiques de l'Écosse), publiés de 1791 à 1799.

## Prix
- Médailles de la Royal Society
  - Médaille Copley : James Rennell, (1742-1830), pour un article sur la vitesse de déplacement des chameaux.

## Naissances
- 23 janvier : Franz Joseph Hugi (mort en 1855), géologue et scientifique suisse.

- 21 février : John Mercer (mort en 1866), chimiste britannique.

- 4 avril : Giuseppe Domenico Botto (mort en 1865), physicien italien.
- 9 avril : George Peacock (mort en 1858), mathématicien anglais.
- 27 avril : Samuel Morse (mort en 1872), inventeur américain.

- 30 juin : Félix Savart (mort en 1841), médecin, chirurgien et physicien français.

- 13 juillet : Allan Cunningham (mort en 1839), botaniste et explorateur anglais.
- 27 juillet : Jean-Nicolas Gannal (mort en 1852), chimiste français, père fondateur de l'embaumement moderne et de la thanatopraxie.

- 3 septembre : John Curtis (mort en 1862), entomologiste et artiste britannique.
- 4 septembre : Robert Knox (mort en  1862), médecin, naturaliste et voyageur britannique.
- 22 septembre : Michael Faraday (mort en 1867), chimiste et physicien britannique.
- 23 septembre : Johann Franz Encke (mort en 1865), astronome allemand.

- 2 octobre : 
  - Victor-Amédée Le Besgue (mort en 1875), mathématicien français.
  - Alexis Thérèse Petit (mort en 1820), physicien français.
- 21 octobre : Louis Graves (mort en 1857), botaniste et archéologue français.

- 26 décembre : Charles Babbage (mort en 1871), mathématicien anglais et inventeur de machines à calculer.

## Décès

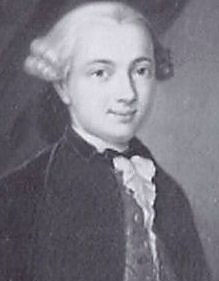
Joseph Gärtner

- 20 mars : Abraham Darby III (né en 1750), maître de forges et quaker britannique.

- 1er juin : Maria Petraccini (née en 1759), anatomiste et physicienne italienne.
- 14 juillet : Joseph Gärtner (né en 1732), botaniste allemand.
- 22 août : Jacques Charles, dit « le géomètre » (né en 1752), mathématicien français.

- 20 septembre : Christoph Jezler (né en 1734), mathématicien suisse.

- 11 octobre : Giovanni Francesco Salvemini da Castiglione (né en 1708), mathématicien et homme de lettres italien.
- 18 octobre : João de Loureiro (né en 1717), prêtre et jésuite portugais, missionnaire en Cochinchine (Vietnam), paléontologue, médecin et botaniste.